# یانیس آنتتوکومپو
یانیس آنتتوکومپو (یونانی: Γιάννης Αντετοκούνμπο؛ زادهٔ ۶ دسامبر ۱۹۹۴) بازیکن بسکتبال اهل یونان است که برای میلواکی باکس در اتحادیه ملی بسکتبال بازی می‌کند. او با ۶ فوت ۱۱ اینچ (۲٫۱۱ متر) قد، به عنوان پاور فوروارد  بازی می‌کند؛ وی در فصل ۱۶–۲۰۱۵، به بازیساز اصلی باکس تبدیل شد.

## دوران کودکی و نوجوانی
یانیس آنتتوکومپو در ۶ دسامبر ۱۹۹۴ در آتن یونان متولد شد. والدین وی در سال ۱۹۹۱ از نیجریه به این کشور مهاجرت کرده بودند. والدین وی پیش از مهاجرت، فرزند بزرگ خود یعنی فرانسیس را به سرپرستی پدر و مادربزرگش سپردند.
- یانیس یک برادر بزرگتر دیگر به نام تاناسیس و دو برادر کوچکتر به نام‌های کوستاس و الکسیس دارد. یانیس و سه برادرش واجد شرایط دریافت تابعیت یونان نبودند، علی‌رغم تولد آن‌ها در یونان. در حقیقت، او حتی پس از ۱۸ سالگی نیز بدون داشتن تابعیت یونان و نیجریه، یک شخص بدون تابعیت باقی ماند.
- او به یاد می‌آورد که والدینش برای تحقق بخشیدن به اهداف و حمایت از یک خانواده هشت نفری بسیار سخت تلاش می‌کردند. در بیشتر روزها، او و برادر بزرگتر خود، تاناسیس برای تمرین با معده تقریباً خالی، در مزارع نزدیک به محله متوسط سپولیه که خانواده در آن زندگی می‌کردند، گزارش می‌کردند.
- یک مربی باشگاه یانیس ۱۳ ساله و برادرش را به یاد می‌آورد که فوتبال بازی می‌کردند و خیلی علاقه ای به دریبل کردن با بسکتبال نداشتند. برادران نتوانستند با گذراندن سال‌های رشد خود، با فرزندان دیگر در محله خود و افراد محلی آزادانه معاشرت کنند و دائماً از ترس از تبعید توسط پلیس زندگی می‌کردند.
- اسپیروس ولینیاتیس، مربی این باشگاه که از سایر بچه‌ها در محل Sepolia نیز استفاده می‌کرد، فهمید که اگرچه یانیس در بسکتبال خوب نیست، اما او از استحکام ذهنی و عزم جزم برای تعالی در ورزش برخوردار است.

## ابتدای حرفه
او کار حرفه ای خود را با ثبت نام در بازی برای تیم ملی جوانان Filathlitikos B.C، یک باشگاه بسکتبال حرفه ای یونانی آغاز کرد. خیلی زود پس از آن، وی به عضویت تیم بزرگسالان Filathlitikos درآمد. یانیس در تمام بخش‌های ورزشی از جمله ریباند، پاس گل و شوت عالی بود و مهارت‌های ورزشی غیرمعمول و خارق العادهٔ اش توجه باشگاه‌های درجهٔ یک در اروپا را به خود جلب کرده‌است. با CAI Zaragoza، یک باشگاه اسپانیایی، به مدت ۴ سال با ۴میلیون یورو در سال قرارداد بست. با این حال، وی فرصت بازی برای زاراگوزا را پیدا نکرد، زیرا او هنگامی که می‌توانست برای تیم اسپانیایی بازی کند، توسط میلواکی باکس در درفت ان‌بی‌ای انتخاب شد.
در ۲۸ آوریل ۲۰۱۳، یانیس برای درفت فصل ۱۴–۲۰۱۳ واجد شرایط شد. و بعد به عنوان پیک پانزدهم راند اول به گوزنها پیوست.

## در مسیر پیشرفت (۱۷–۲۰۱۳)
- وی در ۷۷ مسابقه برای میلواکی باکس در سال ۲۰۱۳–۱۴ بازی کرد و در طول فصل به‌طور متوسط ۶٫۸ امتیاز را در هر بازی به دست آورد.
- عملکرد چشمگیر یانیس انتتوکومپو در بازی Rising Stars Challenge او را به مقام دوم در NBA All-Rookie رساند، جایی که هر تیم پنج بازیکن دارد. علاوه بر این، ملواکی باکس قرارداد خود را با انتتوکومپو برای دو فصل دیگر، ۲۰۱۴–۱۵ و ۲۰۱۵–۱۶ تمدید کرد.
- در تاریخ ۹ فوریه ۲۰۱۵، او اولین عنوان بازیکن هفته خود را بدست آورد و به دلیل عملکرد خود در مسابقات از ۲ تا ۸ فوریه ۲۰۱۵ به «بازیکن کنفرانس شرقی» رسید. در همان سال، او در NBA All Star Weekend’s Slam شرکت کرد.
- برای فصل ۲۰۱۴–۱۵، یانیس در ۸۱ بازی به‌طور میانگین ۱۲٫۷ امتیاز و ۶٫۷ ریباند در هر بازی به دست آورد و تنها یک بازی از دست داد. باکس که در سال دوم حضور با این باشگاه در مرحله پلی آف کنفرانس شرقی در رده ششم قرار گرفت، اولین مسابقه حذفی خود را به شیکاگو بولز باخت.
- قراردادش با میلواکی را دوباره برای فصل ۲۰۱۶–۱۷ تمدید کرد.
- در ۲۲ فوریه ۲۰۱۶، برای اولین بار در حرفه خود، در طول مسابقه با لس آنجلس لیکرز که میلواکی باکس با نتیجه ۱۰۸–۱۰۱ پیروز شد، موفق به ثبت تعداد ۱۰ پاس گل، ۱۲ ریباند و ۲۷ امتیاز شد.
- یانیس انتتوکومپو در ۱۹ سپتامبر ۲۰۱۶ قرارداد ۴ ساله ای با میلواکی باکس به ارزش ۱۰۰ میلیون دلار دوباره امضا کرد. در بازی افتتاحیه برابر شارلوت هورنتس در تاریخ ۲۶ اکتبر که باکس باخت، وی ۳۱ امتیاز کسب کرد که یک موفقیت حرفه ای برای او بود.
- وی دوباره در دسامبر سال ۲۰۱۶ به عنوان «بازیکن شرقی هفته» برای بازی در مسابقات از ۲۸ نوامبر تا ۴ دسامبر اعلام شد.
- پس از ثبت ۲۵ امتیاز در برابر نیویورک نیکس در تاریخ ۶ ژانویه ۲۰۱۷، یانیس به دومین بازیکن باکس تبدیل شد که در ۱۴ بازی پیاپی حداقل ۲۰ امتیاز به دست آورد، برابر با رکورد مایکل رد در سال ۲۰۰۶.
- او برای شروع بازی NBA All Star 2017 به عنوان عضوی از تیم All-Star کنفرانس شرقی انتخاب شد.
- در نوزدهم فوریه سال ۲۰۱۷، یانیس با تبدیل شدن به تنها بازیکن باکس، تاریخ را رقم زد تا بعد از مایکل رد به عنوان عضو تیم All-Star انتخاب شود.
- یانیس همچنین اولین و تنها بازیکن یونانی NBA All-Star بود که یک بازی All-Star را آغاز کرد. وی در تاریخ ۳ آوریل برای همه حضورهایش در ماه مارس بازیکن کنفرانس شرقی ماه شد.